# Espaubourg
Espaubourg est une commune française située dans le département de l'Oise en région Hauts-de-France.

## Géographie

### Description
Espaubourg est un village périurbain situé à 16 km à l'ouest de Beauvais, à la même distance au nord-est de Gisors, 53 km à l'est de Rouen et 31 km au sud-est de Forges-les-Eaux.
Son territoire est limité au nord par le tracé de la route nationale 31.
En 1841, Louis Graves décrivait la commune comme « resserrée entre la ligne moyenne de la vallée de Bray et la falaise crayeuse contiguë du Vexin. Son territoire figure un rectangle dont la principale direction est du nord au sud ; il donne naissance à un ruisseau.
Le chef-lieu, rapproché de la falaise, est formé d'une longue rue sinueuse, mal nivelée ».

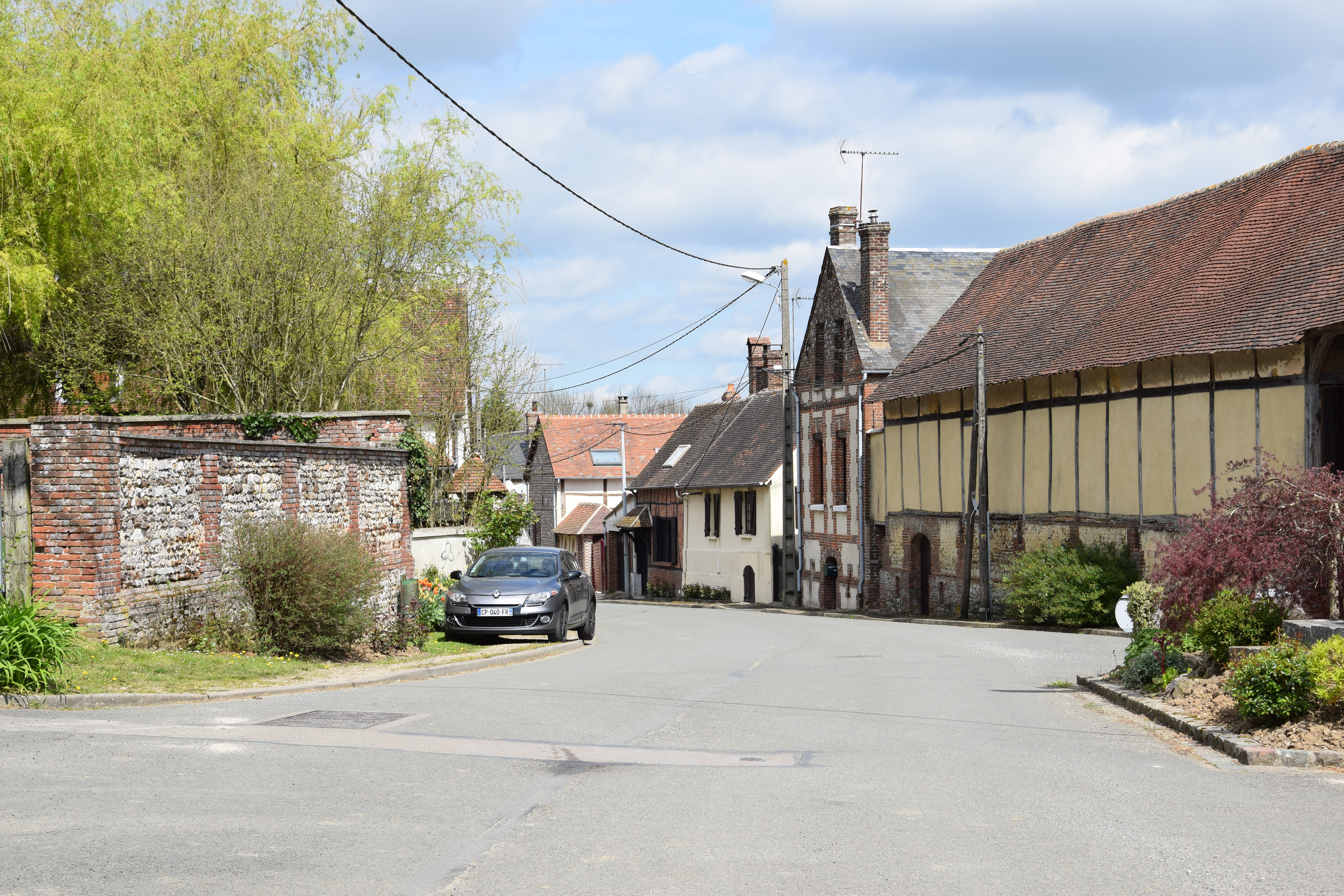
Une rue.
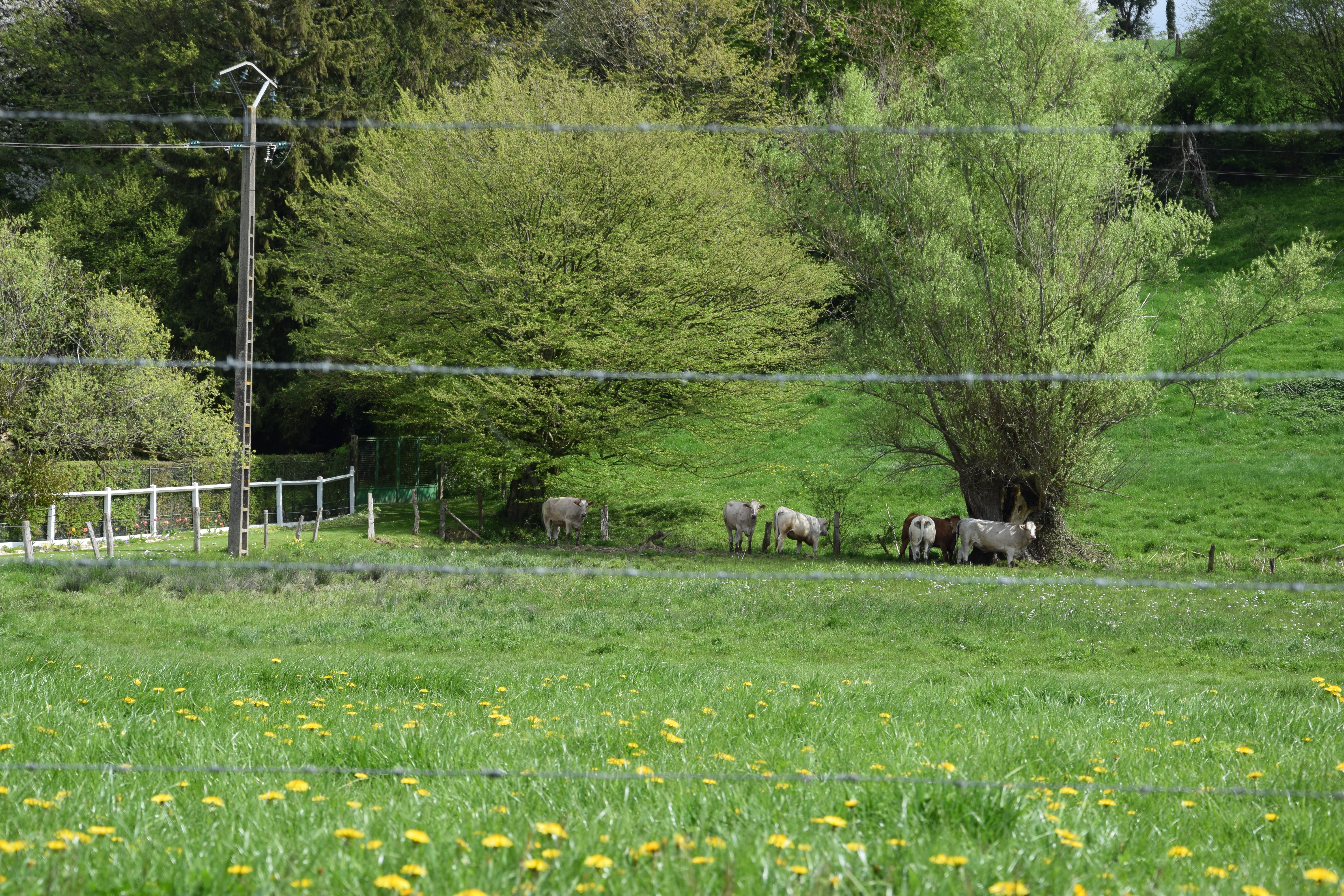
Pature.

### Communes limitrophes
|                         | Blacourt   |                     |
| Cuigy-en-Bray           | Espaubourg | Saint-Aubin-en-Bray |
| Le Coudray-Saint-Germer |            | Lalandelle          |

### Hydrographie

#### Réseau hydrographique
La commune est située dans le bassin Seine-Normandie. Elle est drainée par le cours d'eau 09 de la commune de Blacourt,.

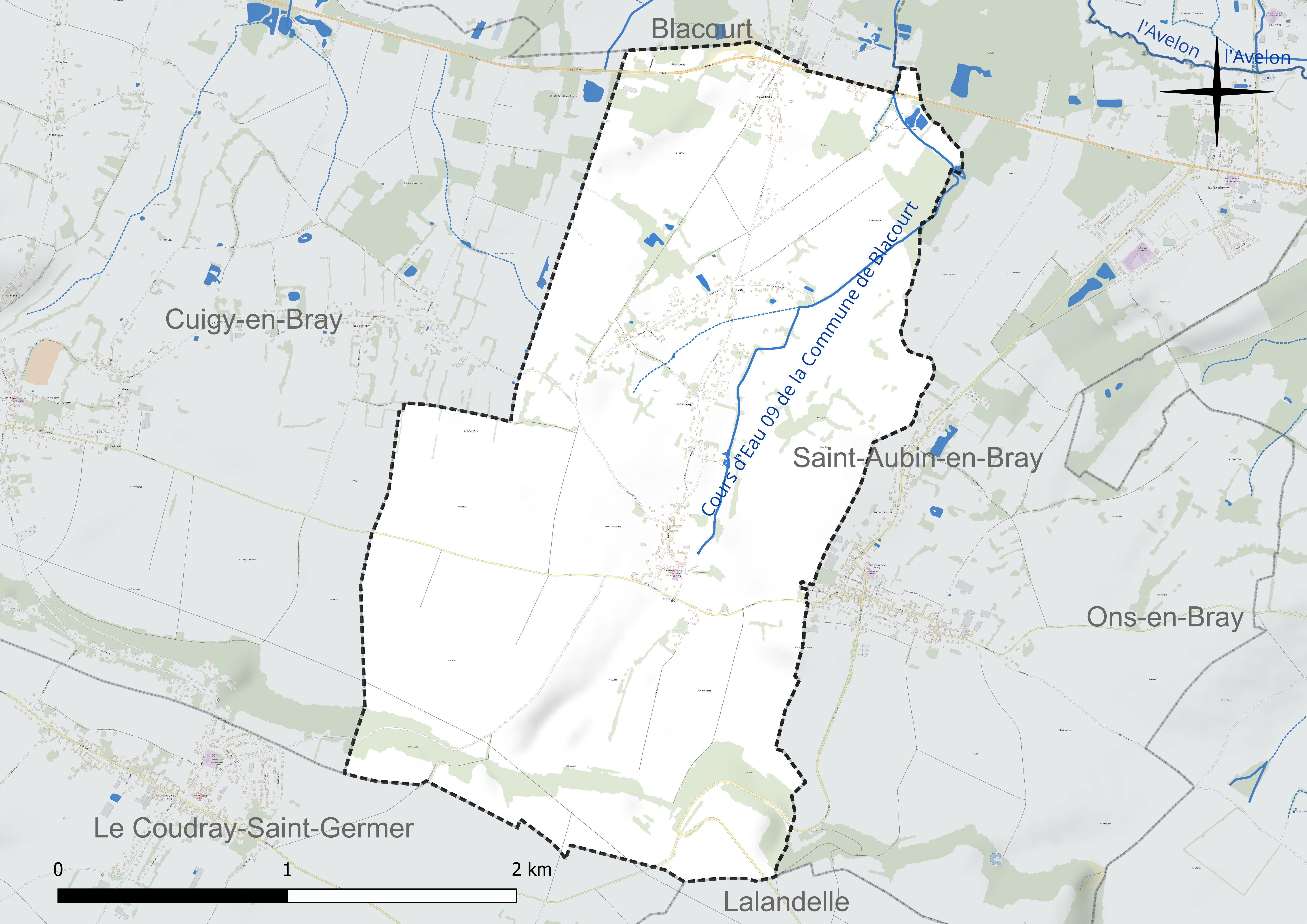
Réseau hydrographique d'Espaubourg.

#### Gestion et qualité des eaux
Le territoire communal est couvert par le schéma d'aménagement et de gestion des eaux (SAGE) « Sensée ». Ce document de planification concerne un territoire de 1 219 km2 de superficie, délimité par le bassin versant du Thérain. Le périmètre a été arrêté le 27 janvier 2023 et le SAGE proprement dit est, en 2024, en cours d'élaboration. La structure porteuse de l'élaboration et de la mise en œuvre est le syndicat intercommunal de la Vallée du Thérain (SIVT).
La qualité des cours d'eau peut être consultée sur un site dédié géré par les agences de l'eau et l'Agence française pour la biodiversité.

### Climat
Pour des articles plus généraux, voir Climat des Hauts-de-France et Climat de l'Oise.
En 2010, le climat de la commune est de type climat océanique dégradé des plaines du Centre et du Nord, selon une étude du CNRS s'appuyant sur une série de données couvrant la période 1971-2000. En 2020, Météo-France publie une typologie des climats de la France métropolitaine dans laquelle la commune est exposée à un climat océanique et est dans la région climatique Sud-ouest du bassin Parisien, caractérisée par une faible pluviométrie, notamment au printemps (120 à 150 mm) et un hiver froid (3,5 °C).
Pour la période 1971-2000, la température annuelle moyenne est de 10,3 °C, avec une amplitude thermique annuelle de 14,1 °C. Le cumul annuel moyen de précipitations est de 776 mm, avec 12 jours de précipitations en janvier et 8,5 jours en juillet. Pour la période 1991-2020, la température moyenne annuelle observée sur la station météorologique la plus proche, située sur la commune de Jaméricourt à 13 km à vol d'oiseau, est de 11,0 °C et le cumul annuel moyen de précipitations est de 695,7 mm,. Pour l'avenir, les paramètres climatiques de la commune estimés pour 2050 selon différents scénarios d'émission de gaz à effet de serre sont consultables sur un site dédié publié par Météo-France en novembre 2022.

## Urbanisme

### Typologie
Au 1er janvier 2024, Espaubourg est catégorisée commune rurale à habitat dispersé, selon la nouvelle grille communale de densité à sept niveaux définie par l'Insee en 2022.
Elle est située hors unité urbaine. Par ailleurs la commune fait partie de l'aire d'attraction de Beauvais, dont elle est une commune de la couronne,. Cette aire, qui regroupe 162 communes, est catégorisée dans les aires de 50 000 à moins de 200 000 habitants,.

### Occupation des sols
L'occupation des sols de la commune, telle qu'elle ressort de la base de données européenne d'occupation biophysique des sols Corine Land Cover (CLC), est marquée par l'importance des territoires agricoles (87,6 % en 2018), une proportion sensiblement équivalente à celle de 1990 (88,2 %). La répartition détaillée en 2018 est la suivante : 
terres arables (52,7 %), prairies (30,5 %), zones urbanisées (6,4 %), forêts (6 %), zones agricoles hétérogènes (4,4 %). L'évolution de l'occupation des sols de la commune et de ses infrastructures peut être observée sur les différentes représentations cartographiques du territoire : la carte de Cassini (XVIIIe siècle), la carte d'état-major (1820-1866) et les cartes ou photos aériennes de l'IGN pour la période actuelle (1950 à aujourd'hui).

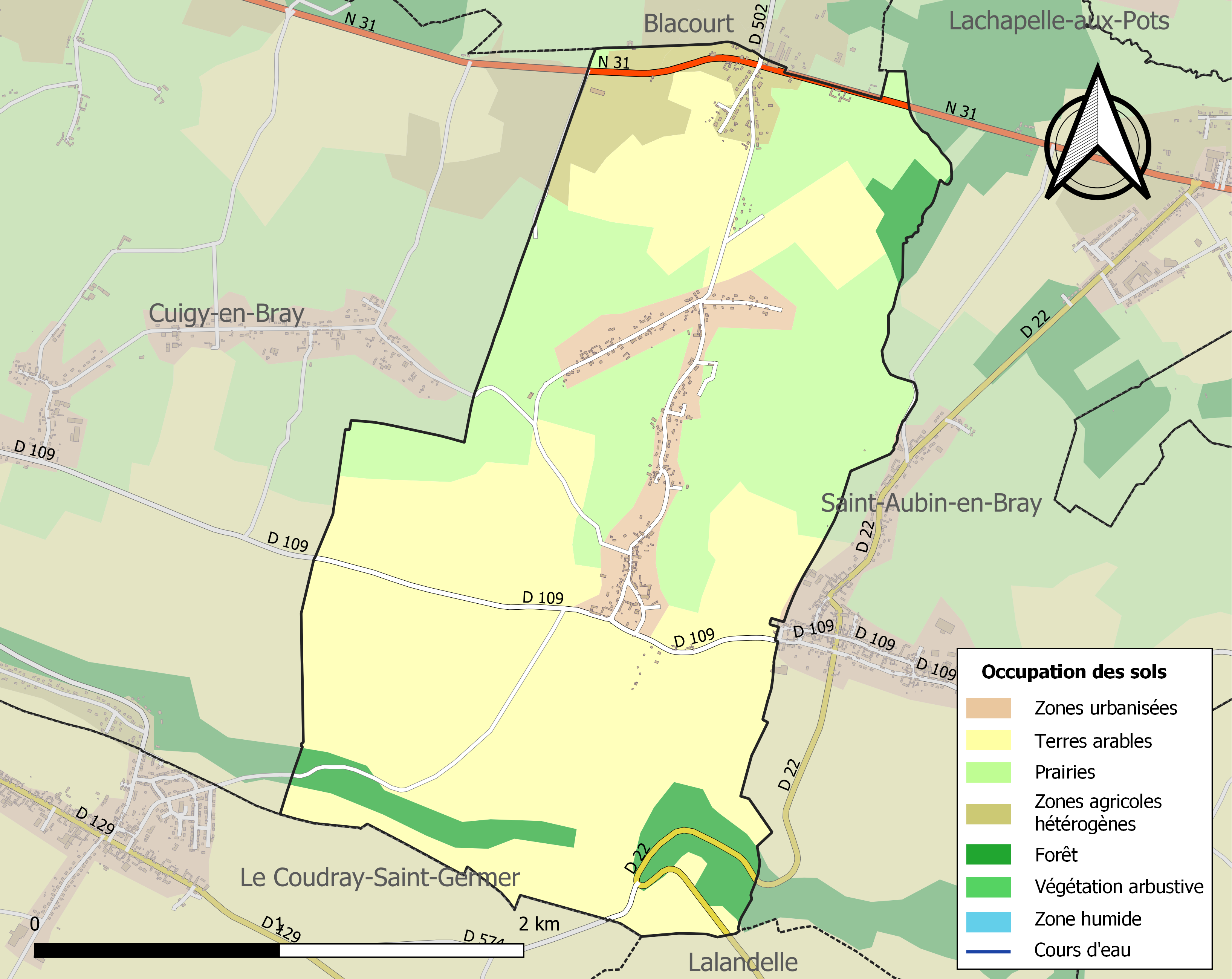
Carte des infrastructures et de l'occupation des sols de la commune en 2018 (CLC).

### Lieux-dits, hameaux et écarts
La commune compte plusieurs hameaux, situés au nord du chef-lieu : La Quenette, les Clos et les Landrins, lesquels jouxtent la RN 31.

### Habitat et logement
En 2019, le nombre total de logements dans la commune était de 210, alors qu'il était de 206 en 2014 et de 172 en 2009.
Parmi ces logements, 89,3 % étaient des résidences principales, 4,4 % des résidences secondaires et 6,3 % des logements vacants. Ces logements étaient pour 98,6 % d'entre eux des maisons individuelles et pour 0,4 % des appartements.
Le tableau ci-dessous présente la typologie des logements à Espaubourg en 2019 en comparaison avec celle de l'Oise et de la France entière. Une caractéristique marquante du parc de logements est ainsi une proportion de résidences secondaires et logements occasionnels (4,4 %) supérieure à celle du département (2,4 %) et à celle de la France entière (9,7 %). Concernant le statut d'occupation de ces logements, 89,9 % des habitants de la commune sont propriétaires de leur logement (86,9 % en 2014), contre 61,4 % pour l'Oise et 57,5 pour la France entière.
| Typologie                                               | Espaubourg | Oise | France entière |
| ------------------------------------------------------- | ---------- | ---- | -------------- |
| Résidences principales (en %)                           | 89,3       | 90,4 | 82,1           |
| Résidences secondaires et logements occasionnels (en %) | 4,4        | 2,4  | 9,7            |
| Logements vacants (en %)                                | 6,3        | 7,1  | 8,2            |

### Voies de communication et transports
La commune est desservie, en 2023, par les lignes 610, 6102, 6107, 6138, 6147 et 6149 du réseau interurbain de l'Oise.

## Toponymie
Le village a été désigné comme Epaubourg, Espalburs en 1165, Espauborc  en 1228, Espaubourc, Espaulbourg , Espauburc en 1215, Espaubourch en 1217, Espanborch, Espanboxch., Espalborc (Ispulburgurn, Spalburgum, Spalburgus , Esparburgum, Esparbur, Ebraldocurtis).
Du germanique spalt, qui a dû avoir le sens de l'oïl espal, espaud : « réserve dans une forêt qu'on ne peut couper » et burg « ville fortifiée ».

## Histoire
Louis Graves indique « Espaubourg est un des lieux les plus anciens du Beauvaisis et l'une de ses paroisses primitives. Son territoire comprenait dans l'origine ceux du Coudray-Saint-Germer et de Lalandelle, qui en furent  démembrés à diverses époques.
Renaud de Thourotte, moine de Saint-Germer, fit présent à son abbaye , vers 1095, de la seigneurie d'Espaubourg donation confirmée en 1152. Cependant la terre dépendait du comté de Beauvais, et l'on voit par le testament de Philippe de Dreux que cet évêque donna à la collégiale de Notre-Dame-du-Châtel, pour fonder quatre prébendes , le village d'Espaubourg avec ses dépendances ; mais la seigneurie revint à l'abbaye par arrangement conclu sous l'épiscopat de Miles de Nanteuil.
Elle était vers 1710 à la maison. de Fouilleuse. Charles de Fouilleuse, seigneur de Montagny et d'Espaubourg, est enterré dans l'église ».
Il précise qu'en 1655, le village est détruit par le logement des gens de guerre en raison du passage de la route du Beauvaisis vers la Normandie par Espaubourg, qui était alors la seule route praticable du Pays de Bray.
En 1841, il y avait à Espaubourg deux moulins à eau, un four à chaux et une poterie. La population vivait alors essentiellement de l'agriculture.

## Politique et administration

### Rattachements administratifs et électoraux

#### Rattachements administratifs
La commune se trouve dans l'arrondissement de Beauvais du département de l'Oise.
Elle faisait partie depuis 1801 du canton du Coudray-Saint-Germer. Dans le cadre du redécoupage cantonal de 2014 en France, cette circonscription administrative territoriale a disparu, et le canton n'est plus qu'une circonscription électorale.

#### Rattachements électoraux
Pour les élections départementales, la commune est membre depuis 2014 du  canton de Grandvilliers
Pour l'élection des députés, elle fait partie de la deuxième circonscription de l'Oise.

### Intercommunalité
Espaubourg est membre de la communauté de communes du Pays de Bray, un établissement public de coopération intercommunale (EPCI) à fiscalité propre créé fin  1997 et auquel la commune a transféré un certain nombre de ses compétences, dans les conditions déterminées par le code général des collectivités territoriales.

### Liste des maires
| Période                                  | Période                       | Identité      | Étiquette | Qualité                                                                                      |
| ---------------------------------------- | ----------------------------- | ------------- | --------- | -------------------------------------------------------------------------------------------- |
| Les données manquantes sont à compléter. |                               |               |           |                                                                                              |
| Maire en 1921                            |                               | M. Bénard     |           |                                                                                              |
| Les données manquantes sont à compléter. |                               |               |           |                                                                                              |
| mars 1983                                | En cours (au 2 décembre 2020) | Patrick Batot |           | Commerçant Vice-président de la CC du Pays de Bray (2014 → ) Réélu pour le mandat 2020-2026, |

## Équipements et services publics

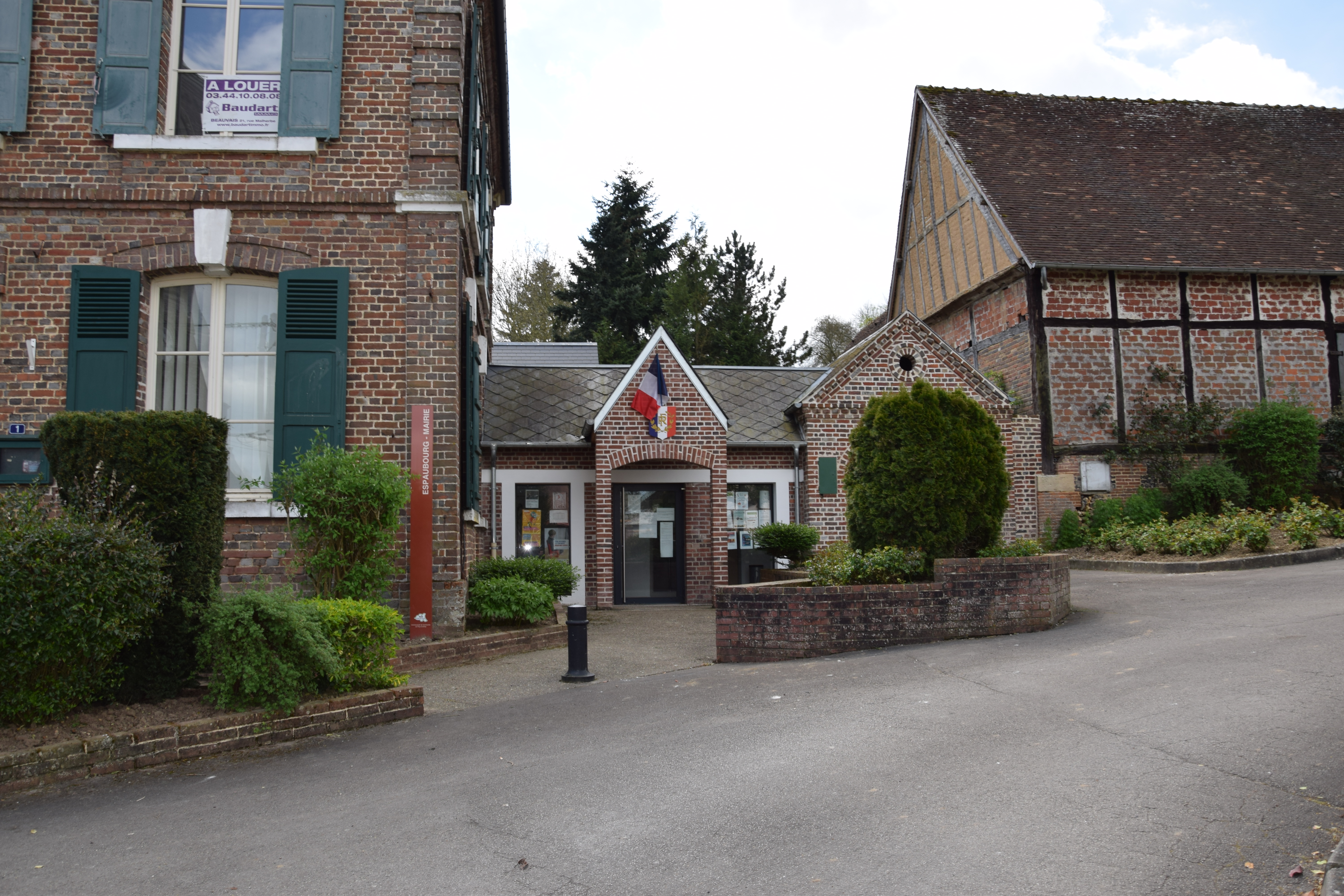
Une extension de la mairie permet de la rendre accessible aux personnes handicapées.
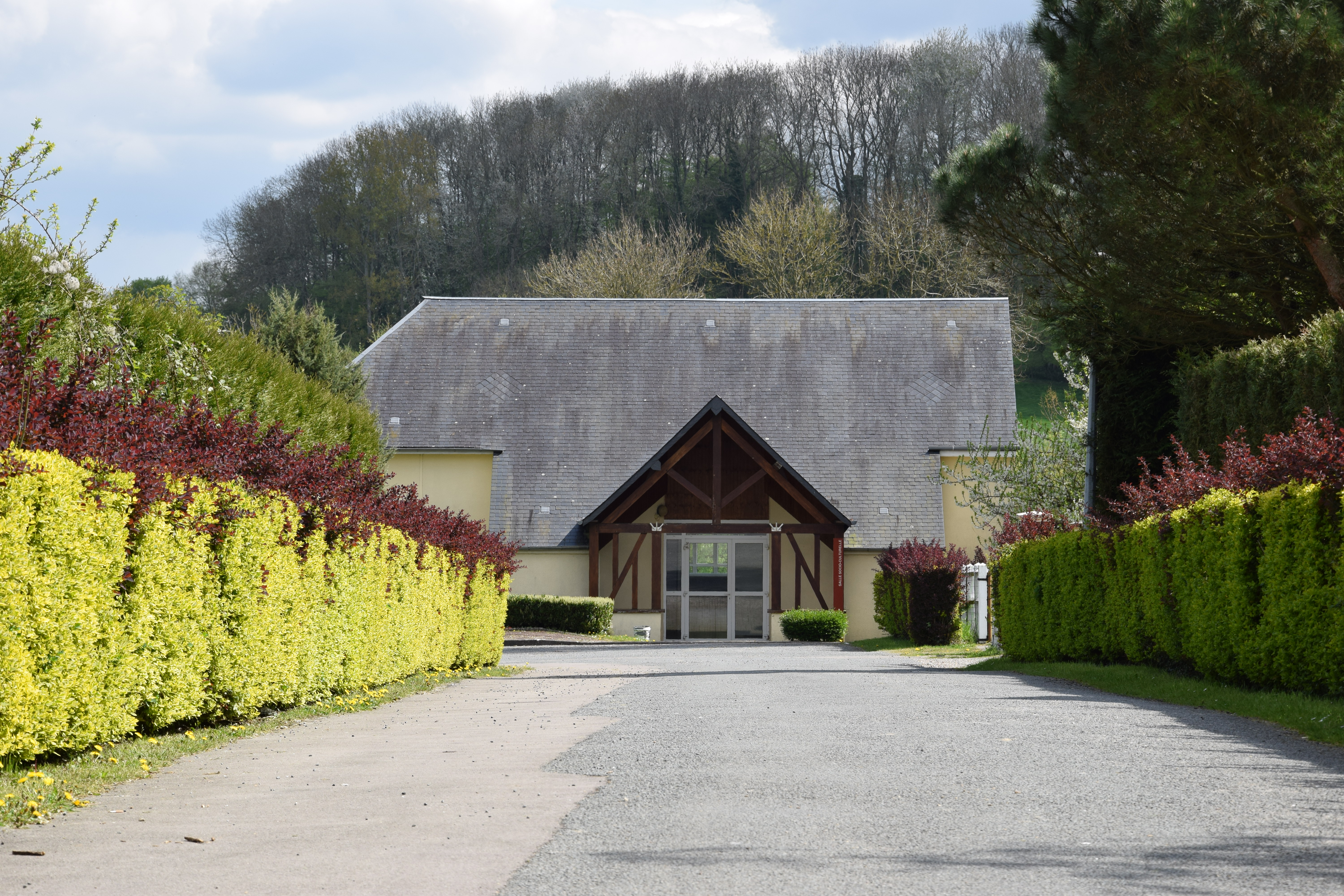
La salle du vieux moulin.
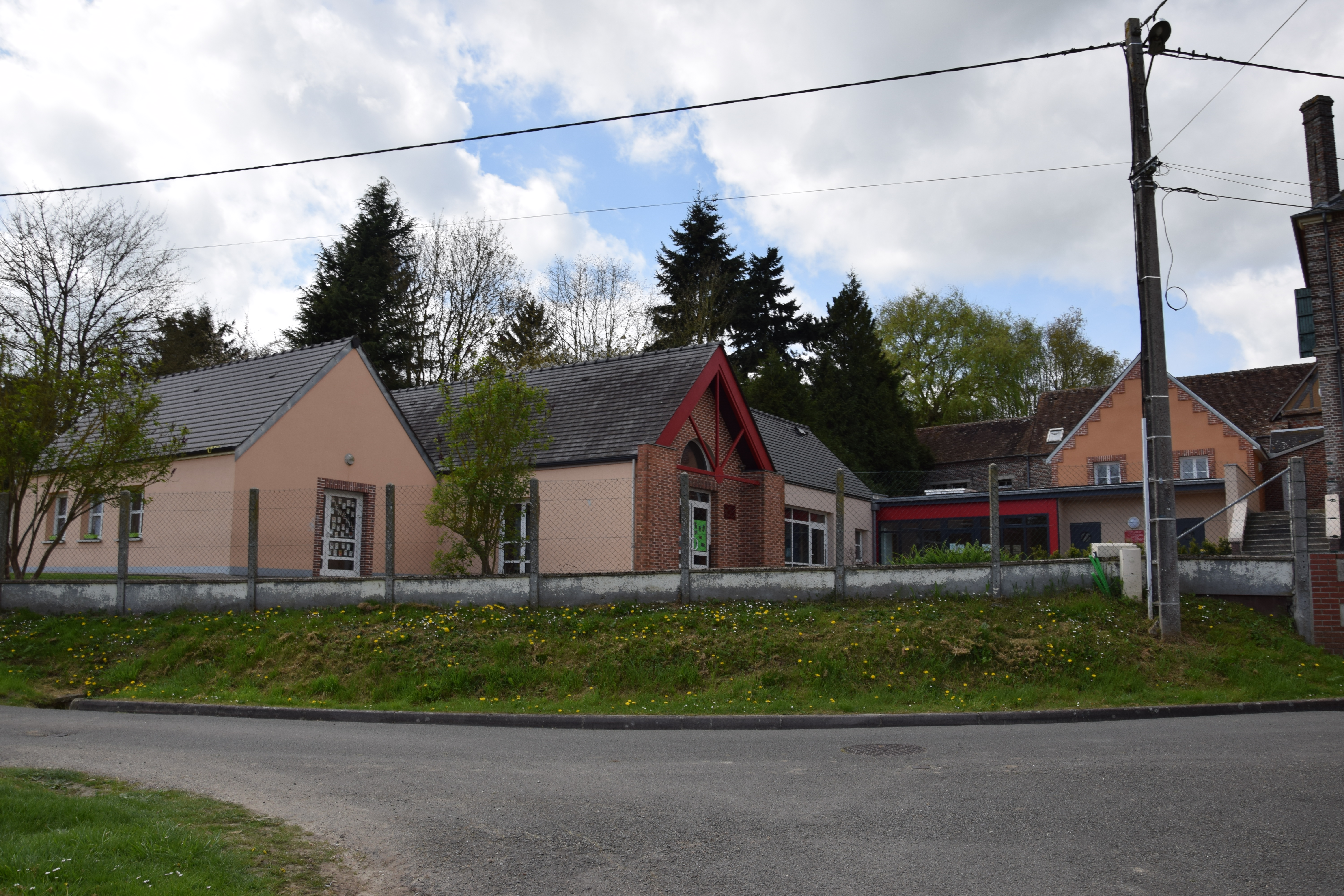
L'école.

### Eau et déchets
La commune s'est équipée d'un réseau d'assainissement collectif.

### Enseignement
Les enfants de la commune sont scolarisés avec ceux de Blacourt dans le cadre d'un regroupement pédagogique intercommunal (RPI) qui, en 2020, accueille 140 élèves, et qui a permis la création d'une cantine scolaire et d'un accueil périscolaire.

## Population et société

### Démographie

#### Évolution démographique
L'évolution du nombre d'habitants est connue à travers les recensements de la population effectués dans la commune depuis 1793. Pour les communes de moins de 10 000 habitants, une enquête de recensement portant sur toute la population est réalisée tous les cinq ans, les populations de référence des années intermédiaires étant quant à elles estimées par interpolation ou extrapolation. Pour la commune, le premier recensement exhaustif entrant dans le cadre du nouveau dispositif a été réalisé en 2006.

En 2022, la commune comptait 504 habitants, en évolution de −0,98 % par rapport à 2016 (Oise : +0,87 %, France hors Mayotte : +2,11 %).
| 1793 | 1800 | 1806 | 1821 | 1831 | 1836 | 1841 | 1846 | 1851 |
| ---- | ---- | ---- | ---- | ---- | ---- | ---- | ---- | ---- |
| 279  | 284  | 316  | 318  | 348  | 340  | 355  | 305  | 301  |

| 1856 | 1861 | 1866 | 1872 | 1876 | 1881 | 1886 | 1891 | 1896 |
| ---- | ---- | ---- | ---- | ---- | ---- | ---- | ---- | ---- |
| 271  | 267  | 264  | 288  | 257  | 234  | 227  | 226  | 250  |

| 1901 | 1906 | 1911 | 1921 | 1926 | 1931 | 1936 | 1946 | 1954 |
| ---- | ---- | ---- | ---- | ---- | ---- | ---- | ---- | ---- |
| 229  | 192  | 198  | 222  | 252  | 243  | 229  | 241  | 216  |

| 1962 | 1968 | 1975 | 1982 | 1990 | 1999 | 2006 | 2011 | 2016 |
| ---- | ---- | ---- | ---- | ---- | ---- | ---- | ---- | ---- |
| 228  | 244  | 206  | 223  | 308  | 376  | 393  | 481  | 509  |

| 2021 | 2022 | - | - | - | - | - | - | - |
| ---- | ---- | - | - | - | - | - | - | - |
| 503  | 504  | - | - | - | - | - | - | - |

#### Pyramide des âges
La population de la commune est relativement jeune.
En 2018, le taux de personnes d'un âge inférieur à 30 ans s'élève à 40,1 %, soit au-dessus de la moyenne départementale (37,3 %). À l'inverse, le taux de personnes d'âge supérieur à 60 ans est de 18,1 % la même année, alors qu'il est de 22,8 % au niveau départemental.
En 2018, la commune comptait 237 hommes pour 269 femmes, soit un taux de 53,16 % de femmes, largement supérieur au taux départemental (51,11 %).
Les pyramides des âges de la commune et du département s'établissent comme suit.
| Hommes | Classe d’âge | Femmes |
| ------ | ------------ | ------ |
| 0,4    | 90 ou +      | 0,0    |
| 4,3    | 75-89 ans    | 5,8    |
| 13,9   | 60-74 ans    | 11,8   |
| 20,0   | 45-59 ans    | 19,6   |
| 23,8   | 30-44 ans    | 20,4   |
| 15,9   | 15-29 ans    | 13,9   |
| 21,7   | 0-14 ans     | 28,4   |

| Hommes | Classe d’âge | Femmes |
| ------ | ------------ | ------ |
| 0,5    | 90 ou +      | 1,4    |
| 5,5    | 75-89 ans    | 7,6    |
| 15,6   | 60-74 ans    | 16,3   |
| 20,8   | 45-59 ans    | 20     |
| 19,4   | 30-44 ans    | 19,4   |
| 17,6   | 15-29 ans    | 16,2   |
| 20,6   | 0-14 ans     | 19,1   |

## Culture locale et patrimoine

### Lieux et monuments
- Église dédiée à saint Martin, construite en briques  et constituée d'un long vaisseau qui s'achève par une abside à cinq pans, datant de la première moitié du XVIe siècle avec des vitraux de la même période. Le clocher en façade a été construit entre 1870 et 1872 en remplacement de l'ouvrage d'origine situé au centre de l'édifice. 
L'église est remarquable pour ses nombreuses fenêtres à meneaux. De tailles différentes, elles associent piédroits en briques et meneaux en pierre. Leur réseau est caractéristique du gothique flamboyant, avec soufflets et mouchettes[25]. La charpente en carène est remarquable, supportée par des  engoulants  et blochets sculptés de personnages. 
Le mobilier comprend une charité de saint Martin[26], un  fauteuil de célébrant[27] et des fonts baptismaux en plomb du XIIe siècle, constitués de sept plaques décorées d'arcatures romanes qui abritent en alternance un décor végétal et des personnages parmi lesquels on reconnaît le Christ bénissant et saint Pierre avec sa clef[28] dont l'ensemble est classé aux monuments historiques[29].

- Stèle-monument aux morts, inaugurée le 18 septembre 1921[17]

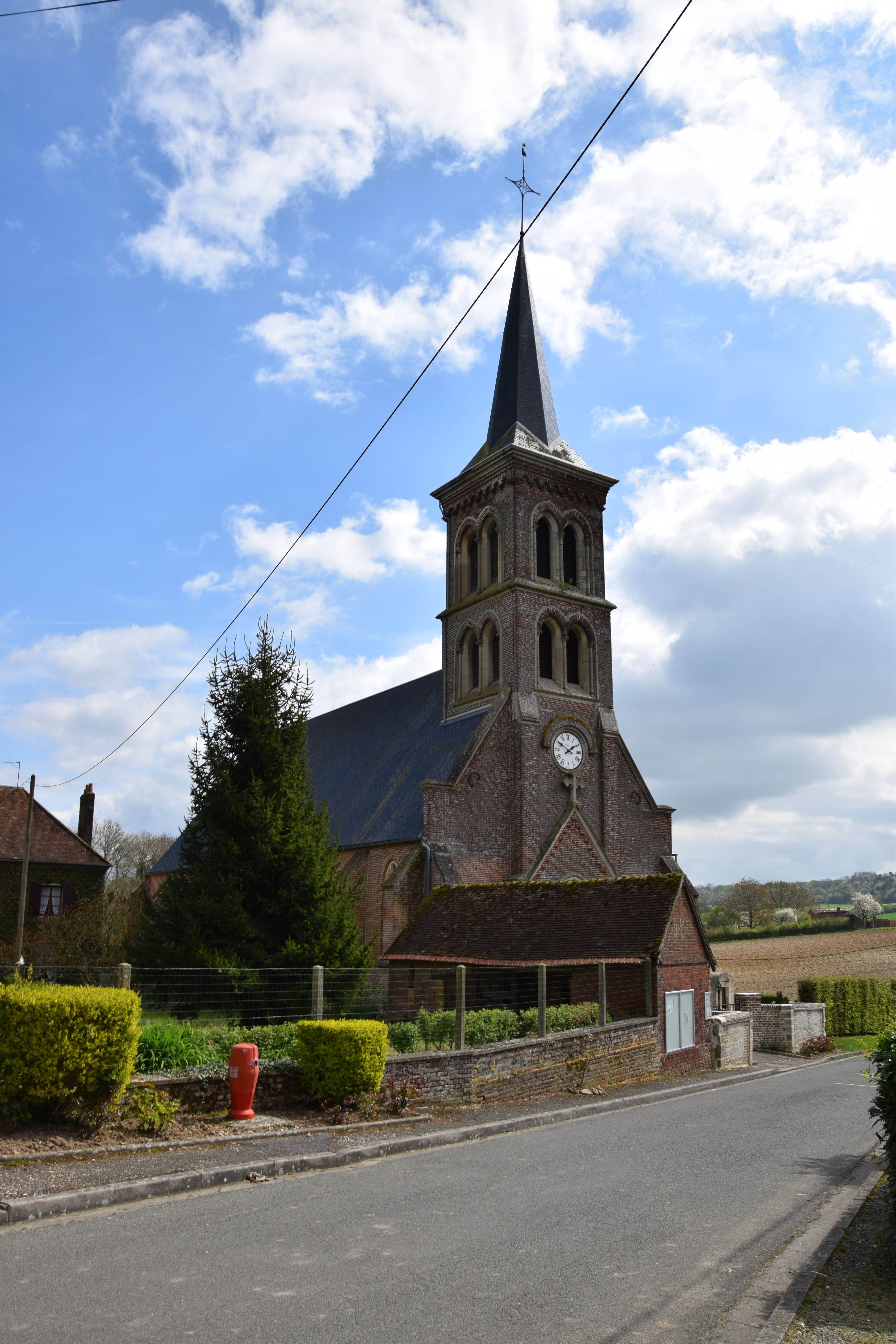
L'église Saint-Martin.
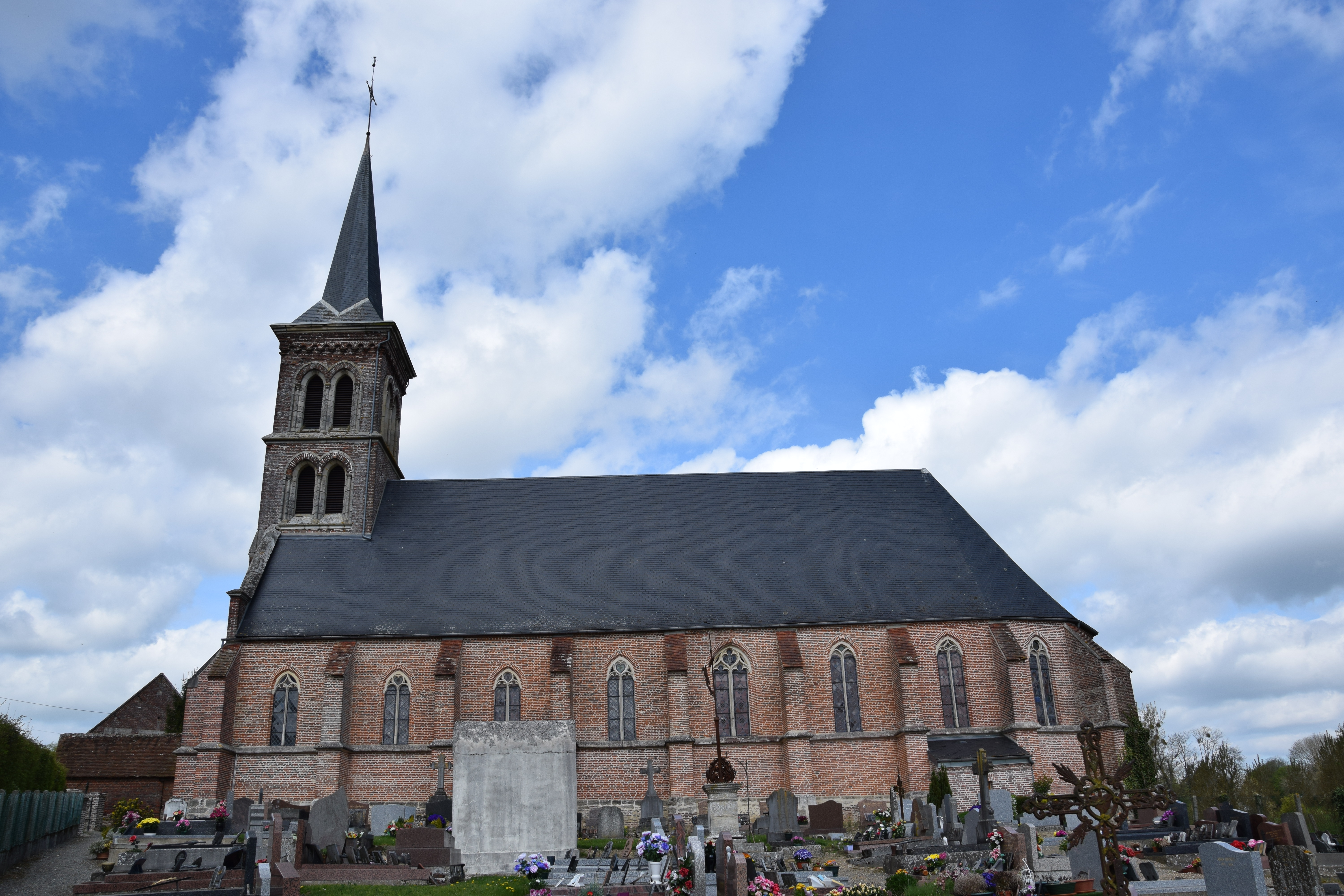
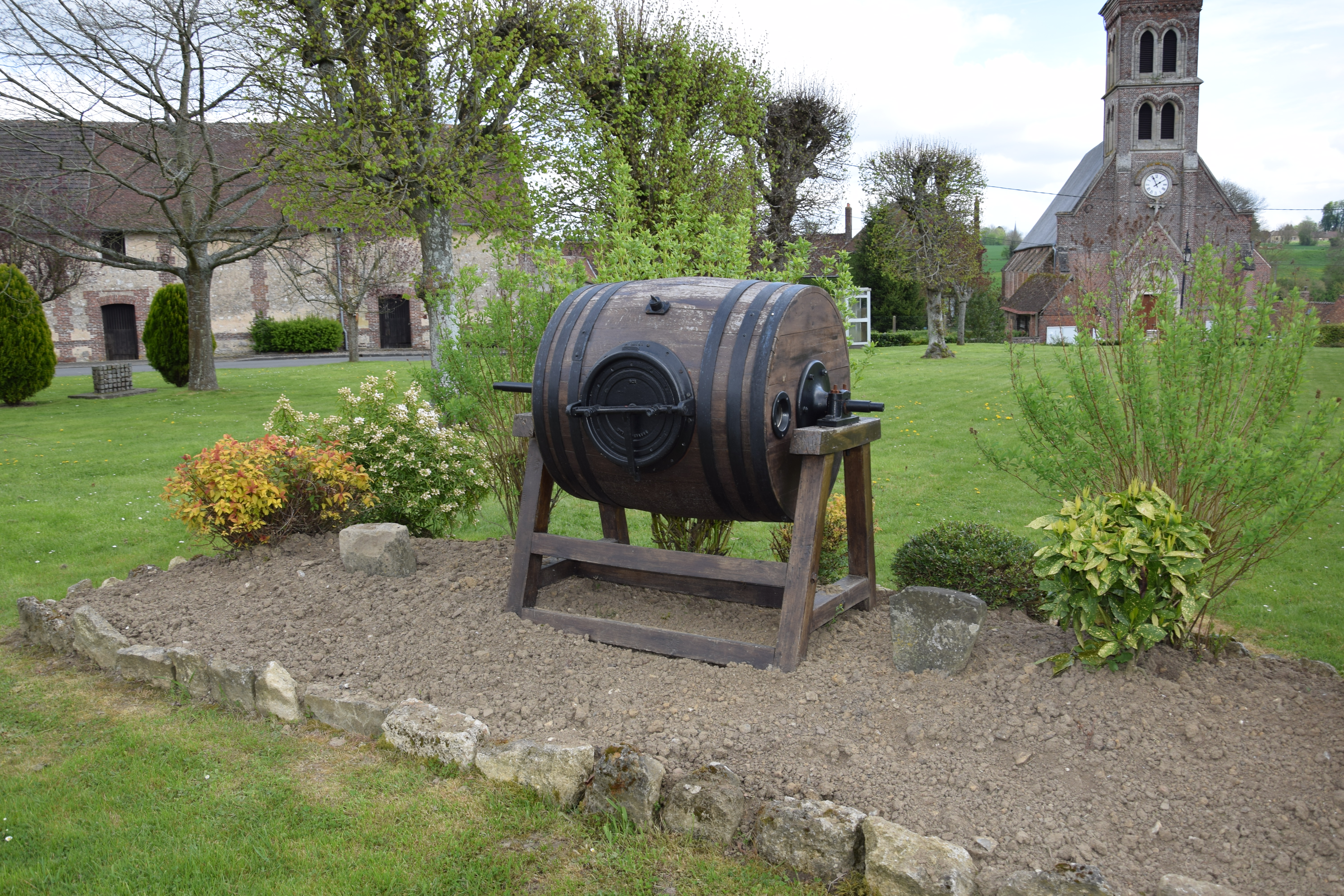
Baratte élevée en monument
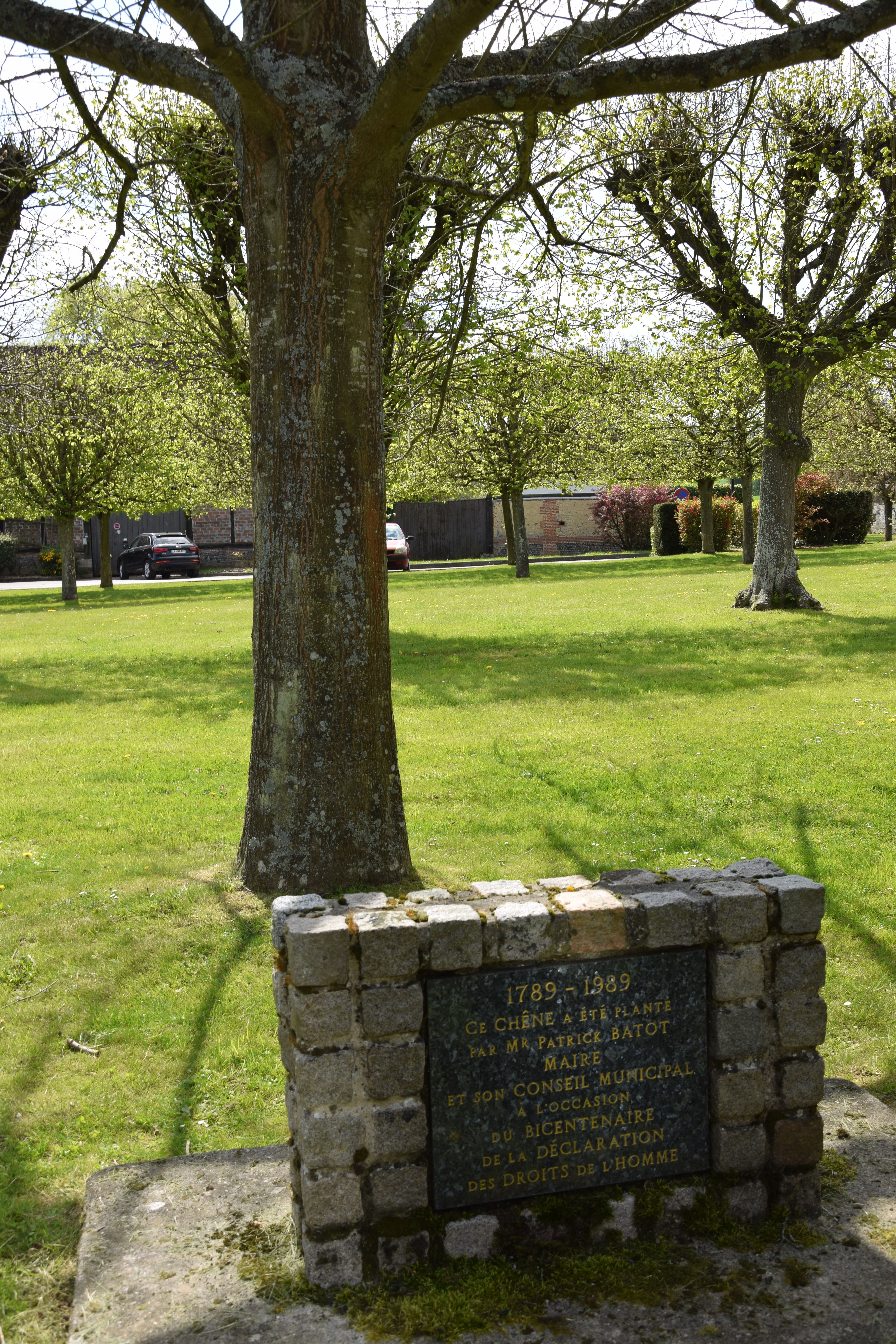
Chêne commémorant la Déclaration des droits de l'homme et du citoyen
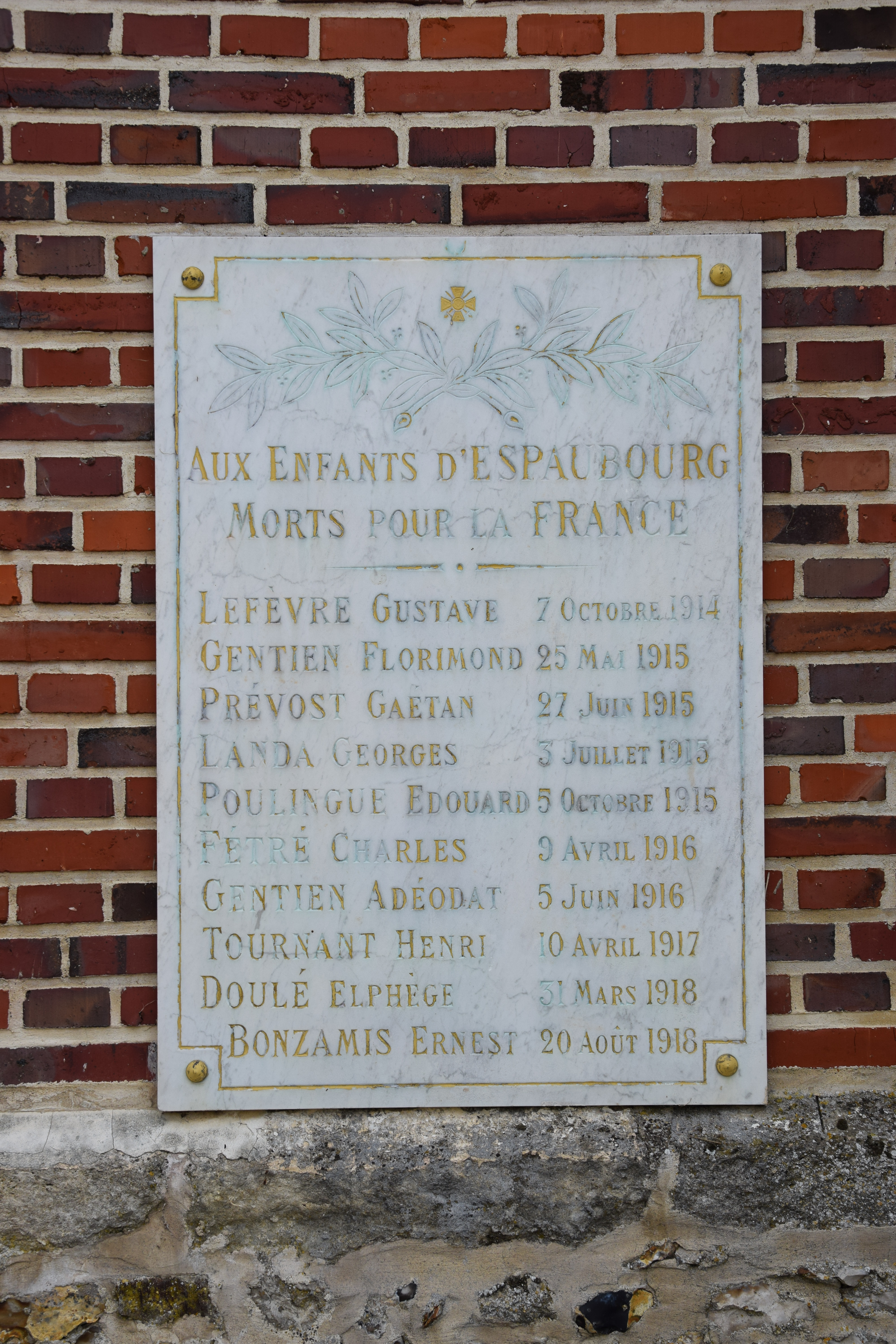
Monument aux morts

### Personnalités liées à la commune
En 1674, Louis de Fouilleuse est seigneur d'Espaubourg.